# Avezac-Prat-Lahitte
Avezac-Prat-Lahitte (ⓘ) ist eine französische Gemeinde mit 582 Einwohnern (Stand 1. Januar 2022) im Département Hautes-Pyrénées in der Region Okzitanien (vor 2016: Midi-Pyrénées). Sie gehört zum Arrondissement Bagnères-de-Bigorre und zum Kanton Neste, Aure et Louron.
Die Einwohner werden Avezacais und Avezacaises genannt.

## Geographie
Avezac-Prat-Lahitte liegt circa 15 Kilometer östlich von Bagnères-de-Bigorre in der historischen Vizegrafschaft Nébouzan.
Umgeben wird Avezac-Prat-Lahitte von den zwölf Nachbargemeinden:
| Sarlabous     | Tilhouse Capvern                            | Lannemezan La Barthe-de-Neste |
| Batsère       | Kompassrose, die auf Nachbargemeinden zeigt | Izaux                         |
| Espèche Lomné | Esparros Labastide                          | Lortet                        |

Avezac-Prat-Lahitte liegt in den Einzugsgebieten der Flüsse Adour und Garonne.
Der Arros, einer seiner Nebenflüsse, bildet die natürliche Grenze zur nordwestlichen Nachbargemeinde Sarlabous. Der Avezaguet, ein Nebenfluss des Arros, entspringt in Avezac-Prat-Lahitte ebenso wie seine Nebenflüsse, der Ruisseau Lahitte und der Ruisseau de Bazor.
Die Baïse Darré, ein Nebenfluss der Petite Baïse, entspringt im äußersten Nordwesten des Gemeindegebiets.

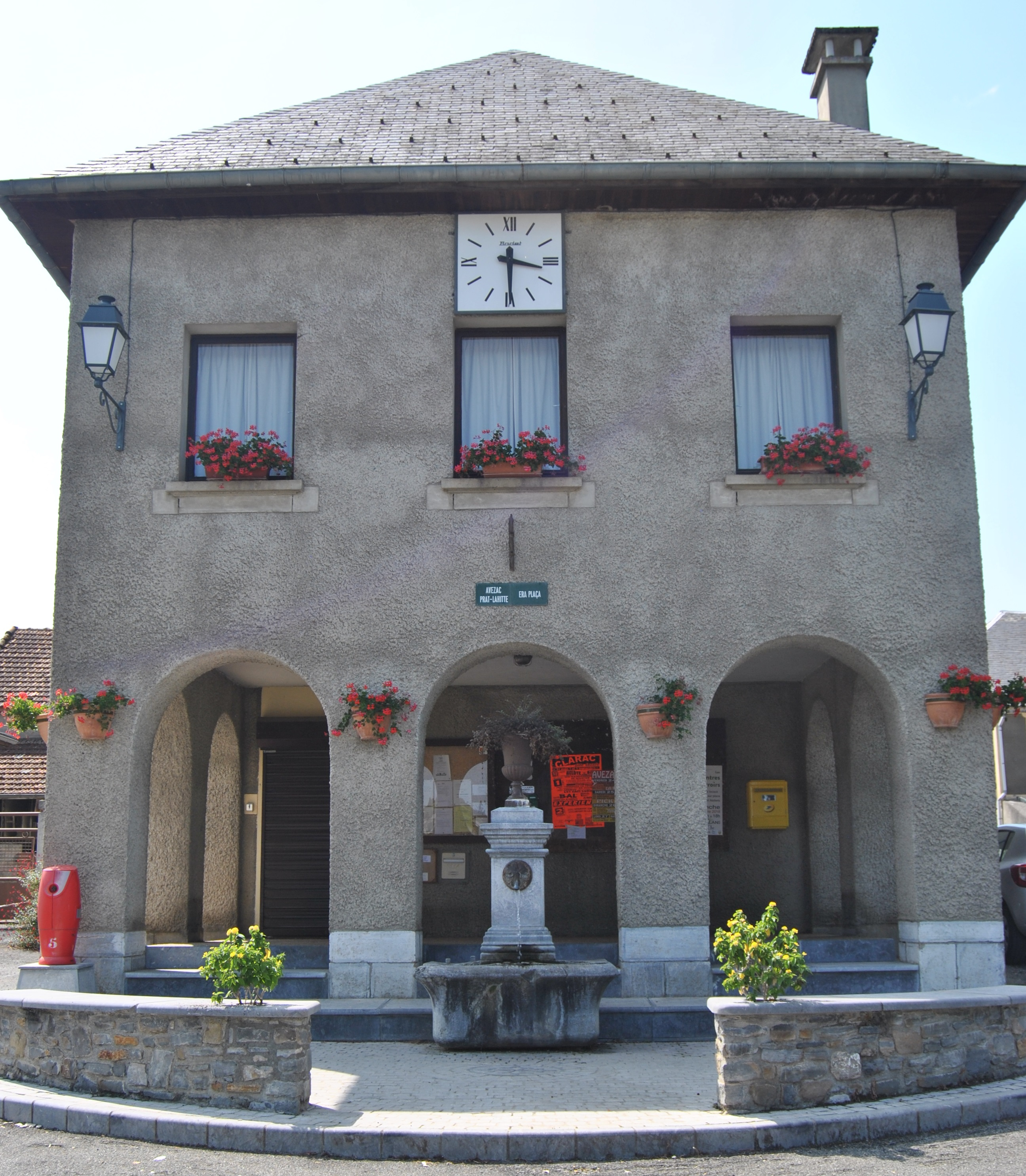
Bürgermeisteramt (Mairie)

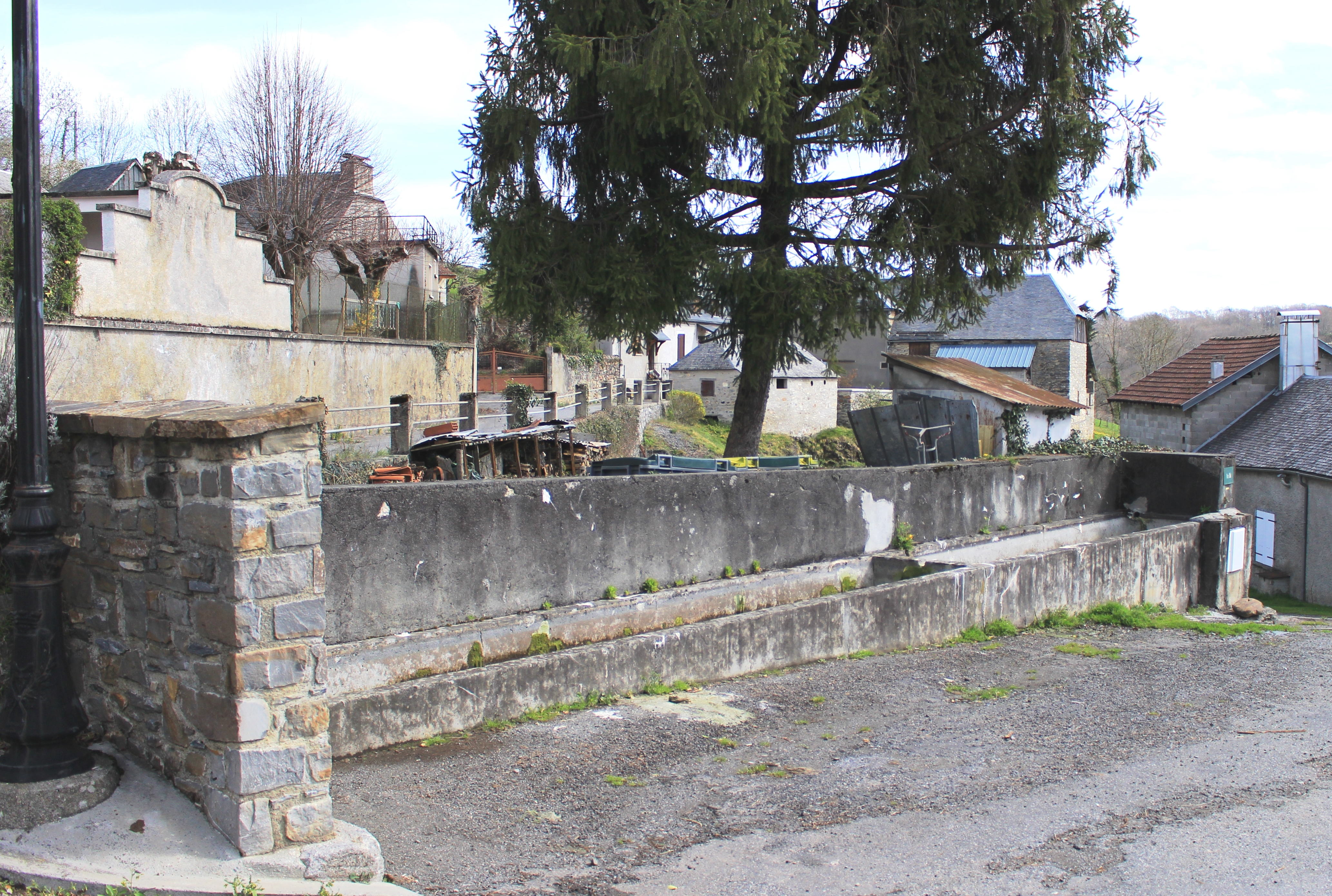
Waschplatz

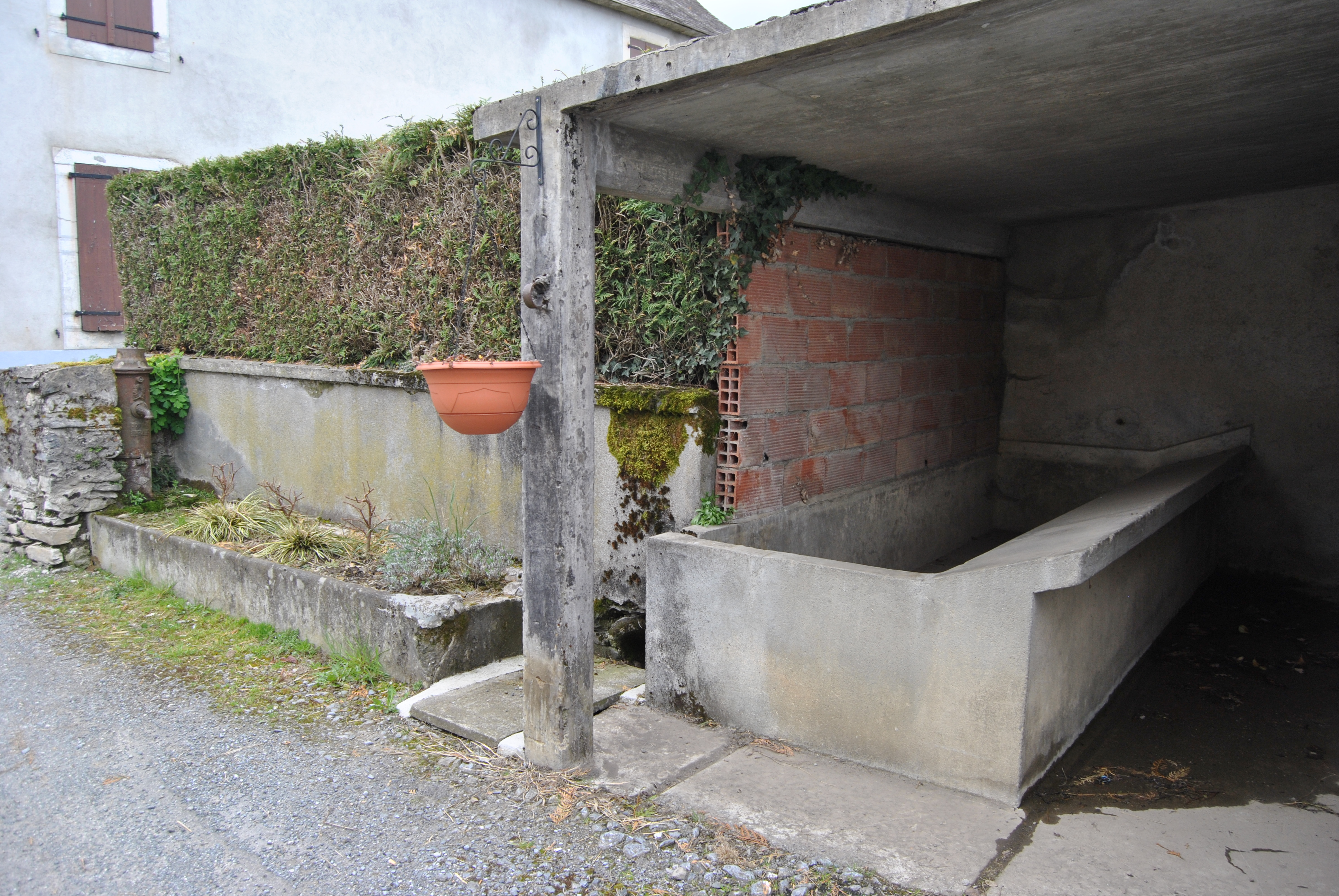
Waschplatz

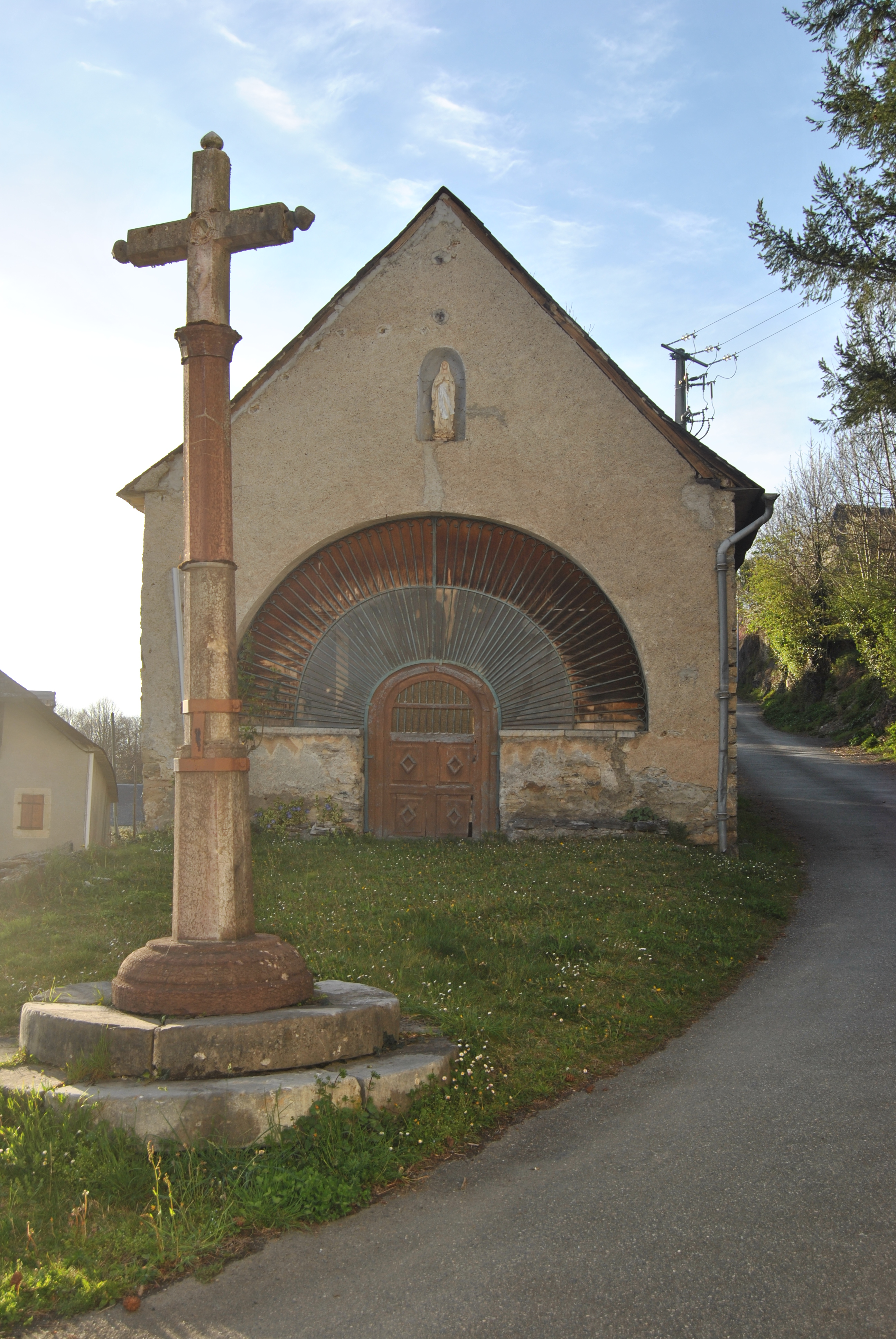
Kapelle in Avezac

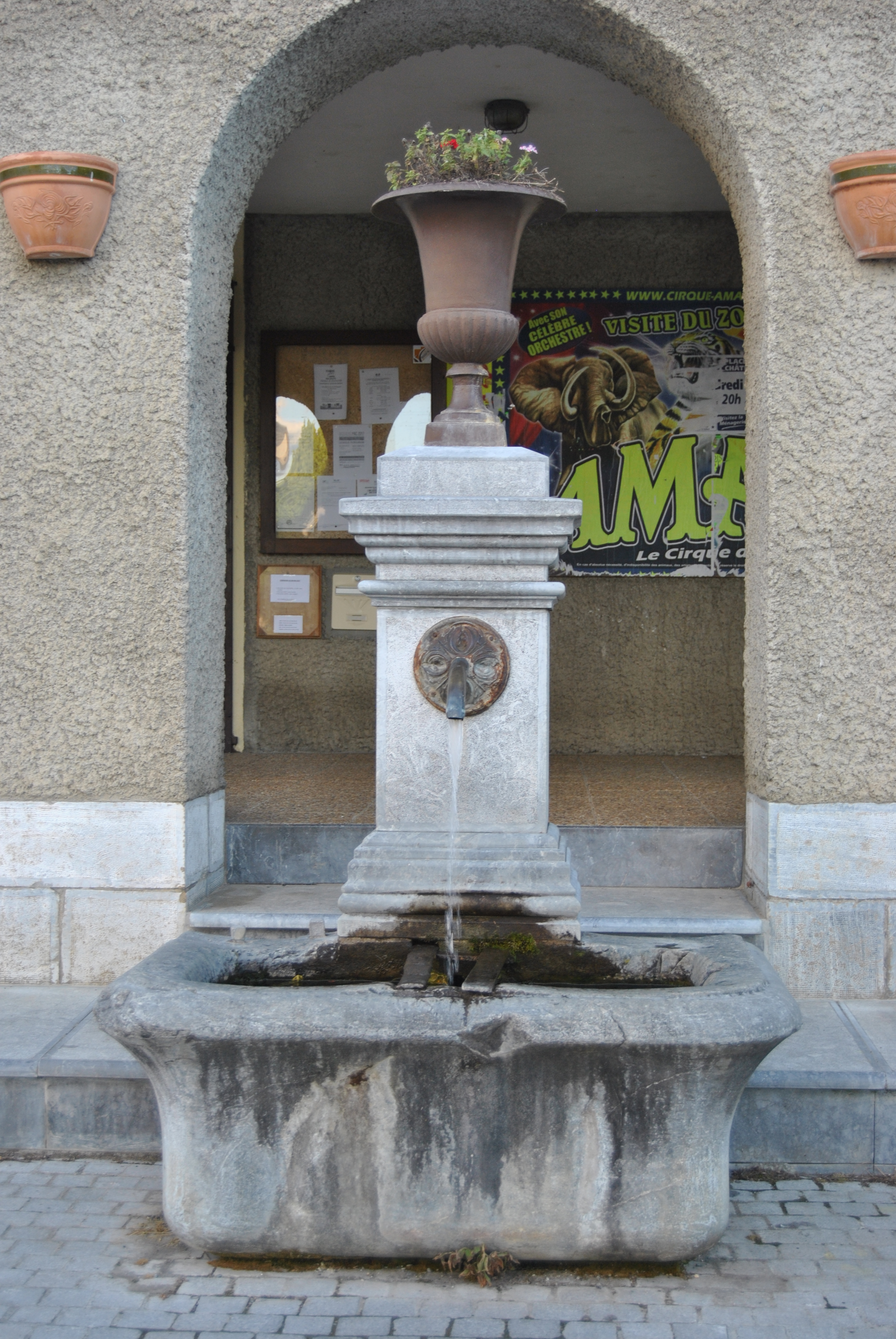
Brunnen in Avezac

## Geschichte
Die Gemeinde Prat wurde zwischen 1801 und 1806 mit der Gemeinde Avezac vereinigt.
Die Gemeinde Lahitte wurde am 1. Januar 1973 zur Commune associée der Gemeinde Avezac-Prat, die fortan den Namen Avezac-Prat-Lahitte trägt.

## Toponymie
Die Ortsnamen Avezac und Prat heißen in der okzitanischen Sprache gleichfalls Avezac und Prat. Der Ortsname Lahitte lautet hingegen im Okzitanischen Era Hita.
Avezac stammt vom lateinischen Eigennamen Avitius zusammen mit dem Suffix -acum, die Bezeichnung für das Landgut des Avitius in der Antike. Prat leitet sich vom gascognischen prat (deutsch Wiese, Weide) ab. Das gascognische Wort hita bezeichnet einen aufgerichteten Stein oder einen Grenzstein.
Die Gemeinde hat mehrere Spitznamen. Sie lauten Eths lops (deutsch die Wölfe), d. h. zäh, hart, Eths gaveruts (deutsch die Kropfigen) und Eths sernalhèrs, abgeleitet von sernalha (deutsch Eidechse). Letzteres kann als „die Trägen“ interpretiert werden, aber auch verstanden werden für Bewohner, die an einem sonnigen Berghang leben.
Toponyme und Erwähnungen von Avezac waren:
- D-Auesag, D-Auzag und D-Auezag (12. Jahrhundert, Kopialbücher der Grafschaft Bigorre),
- Avezac, (1256, Ehevertrag Esquivat),
- de Avezaco (1300, Erhebung im Bigorre),
- De Auezaco (1313 und 1379, Steuerliste Debita regi Navarre bzw.  Prokuration Tarbes),
- De Avesaco (1342, Kirchenregister von Tarbes),
- de Avessaco (1369, Larcher, Castelbajac),
- Avezac (1750, 1793 und 1801, Karte von Cassini, Notice Communale bzw. Bulletin des lois).

Toponyme und Erwähnungen von Prat waren:
- de Prato (1313, Steuerliste Debita regi Navarre),
- Prat (1750, Karte von Cassini).

Toponyme und Erwähnungen von Lahitte waren:
- A La Fita en las Seubas (gegen 1200–1230, Kopialbücher der Grafschaft Bigorre),
- De Fita prope Auezacum (1313, Steuerliste Debita regi Navarre),
- De Fita (1342 und 1379, Kirchenregister von Tarbes bzw. Prokuration Tarbes),
- La Hitte (1750, Karte von Cassini),
- Lahitte (1793 und 1801, Notice Communale bzw. Bulletin des lois).[3][5][6][7]

## Einwohnerentwicklung
Nach Beginn der Aufzeichnungen stieg die Einwohnerzahl bis zur Mitte und nochmals in der zweiten Hälfte des 19. Jahrhunderts auf einen Höchststand von rund 1050. In der Folgezeit sank die Größe der Gemeinde bei kurzen Erholungsphasen bis zu den 1950er Jahren auf rund 480 Einwohner, bevor eine Erholungsphase einsetzte, die sie bis zu den 1970er Jahren auch durch die Eingemeindung von Lahitte auf rund 620 Einwohner steigen ließ. Bis zur Jahrtausendwende durchlief die Größe der Gemeinde eine kurze Phase der Stagnation, bis eine erneute Wachstumsphase begann, die bis heute anhält.
| Jahr      | 1962 | 1968 | 1975 | 1982 | 1990 | 1999 | 2006 | 2011 | 2022 |
| --------- | ---- | ---- | ---- | ---- | ---- | ---- | ---- | ---- | ---- |
| Einwohner | 491  | 493  | 622  | 600  | 596  | 514  | 548  | 565  | 582  |

## Sehenswürdigkeiten

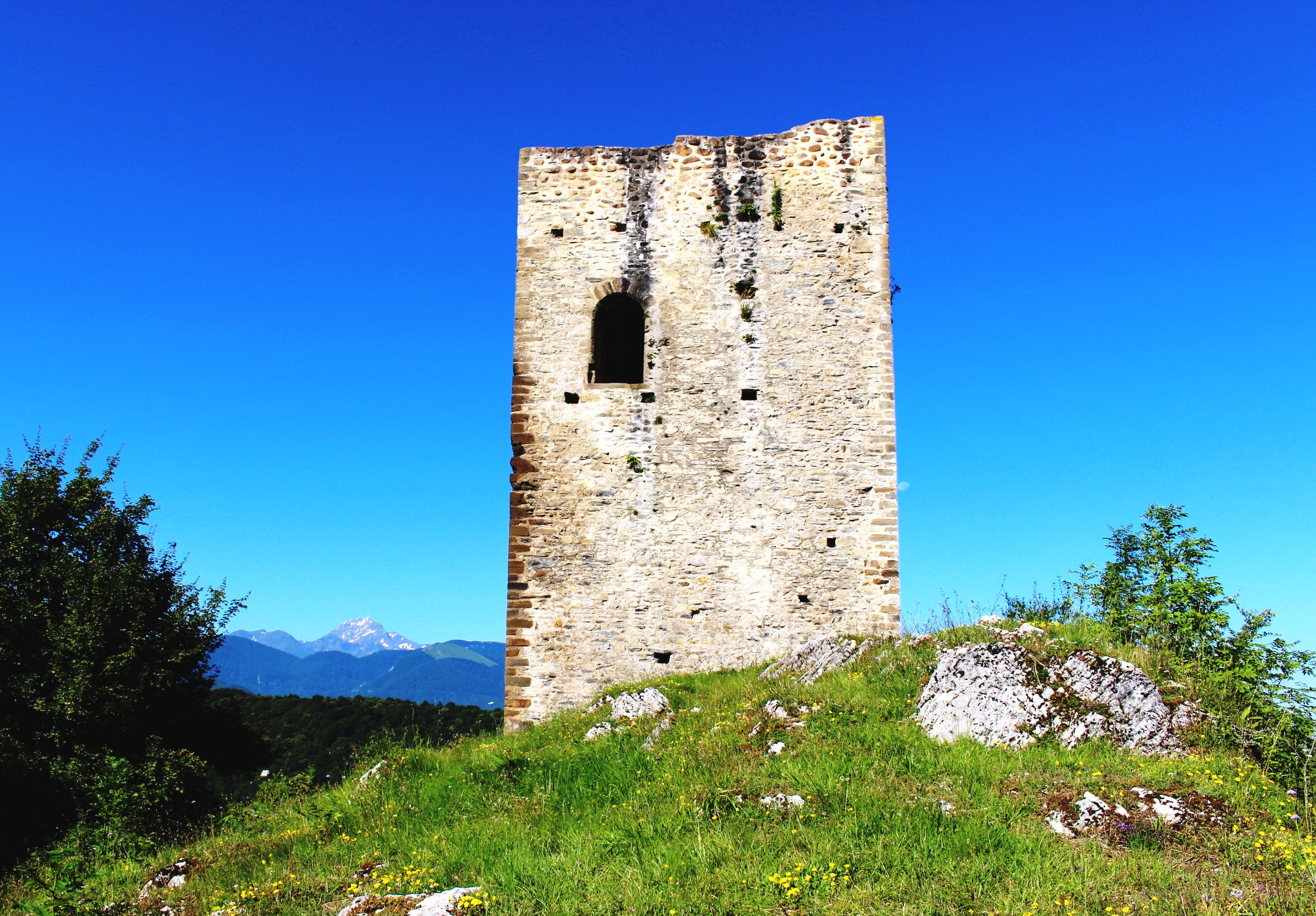
Turm von Avenac

- Turm von Avenac. Er befindet sich auf einem Felsvorsprung, der nach Norden abfällt, und ist vermutlich das Überbleibsel einer Befestigung, um die sich das Dorf kreisförmig abseits des Turms entwickelte. Er hat einen rechteckigen Grundriss und datiert möglicherweise aus dem 12. Jahrhundert. Seiner Lage am Abhang nach könnte er als Rückzugsgebäude und Wachturm gedient haben, dessen Wohngebäude und Ringmauer heute verschwunden sind. Die Festigkeit des Baus und das Material der Außenmauer sprechen für diese Annahme. Der Eingang auf der Ostseite befindet sich typischerweise auf einer Höhe, zu dem man über einen Holzsteg gelangte, wie Löcher in der Fassade belegen. Im Inneren gelangte man von einer Etage auf die nächste über eine Leiter. Die Zinnen der oberen Plattform sind verschwunden. Im Jahre 1997 hat die Gemeinde den Turm restauriert, als er zu verfallen drohte. Es wird ein ganzjähriger freier Zugang angeboten.[9]
- Drei Hügelgräber, jeweils als Monument historique klassifiziert oder eingeschrieben

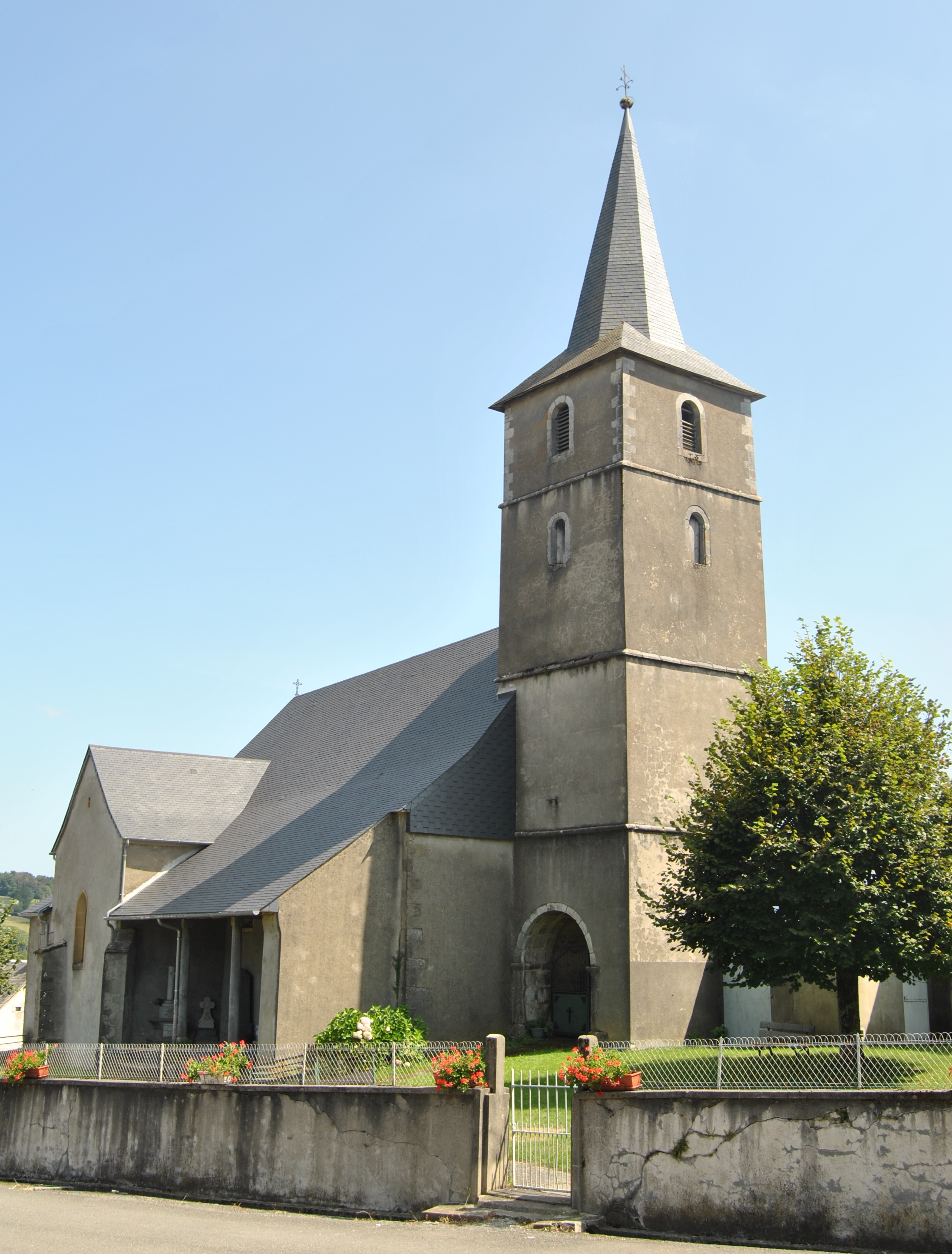
Pfarrkirche Saint-Barthélémy in Avezac - Pfarrkirche Saint-Barthélémy in Avezac - Eingangsportal der Pfarrkirche in Avezac
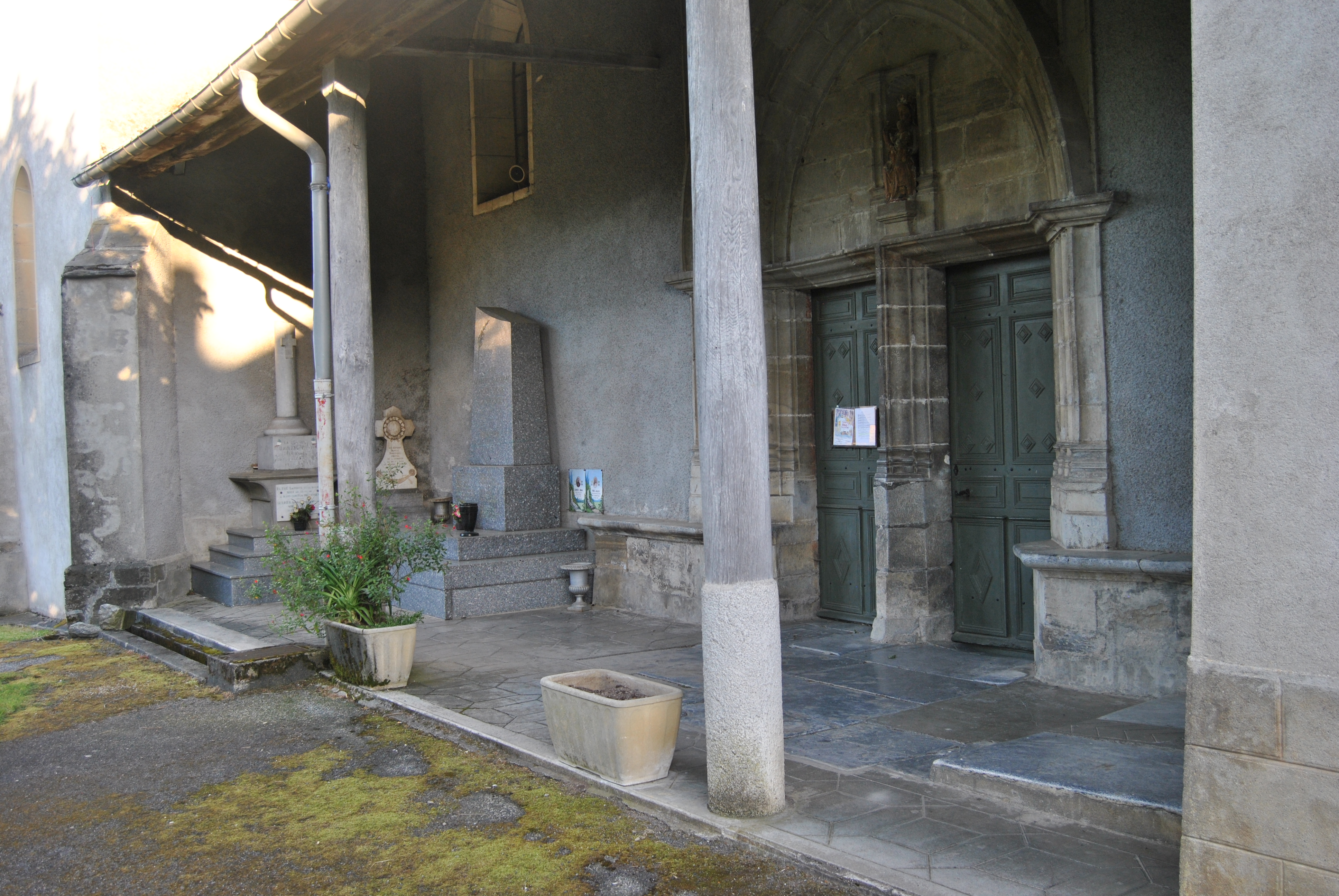
Pfarrkirche Saint-Barthélémy in Prat - Pfarrkirche Saint-Barthélémy in Prat - Eingangsportal der Pfarrkirche in Prat

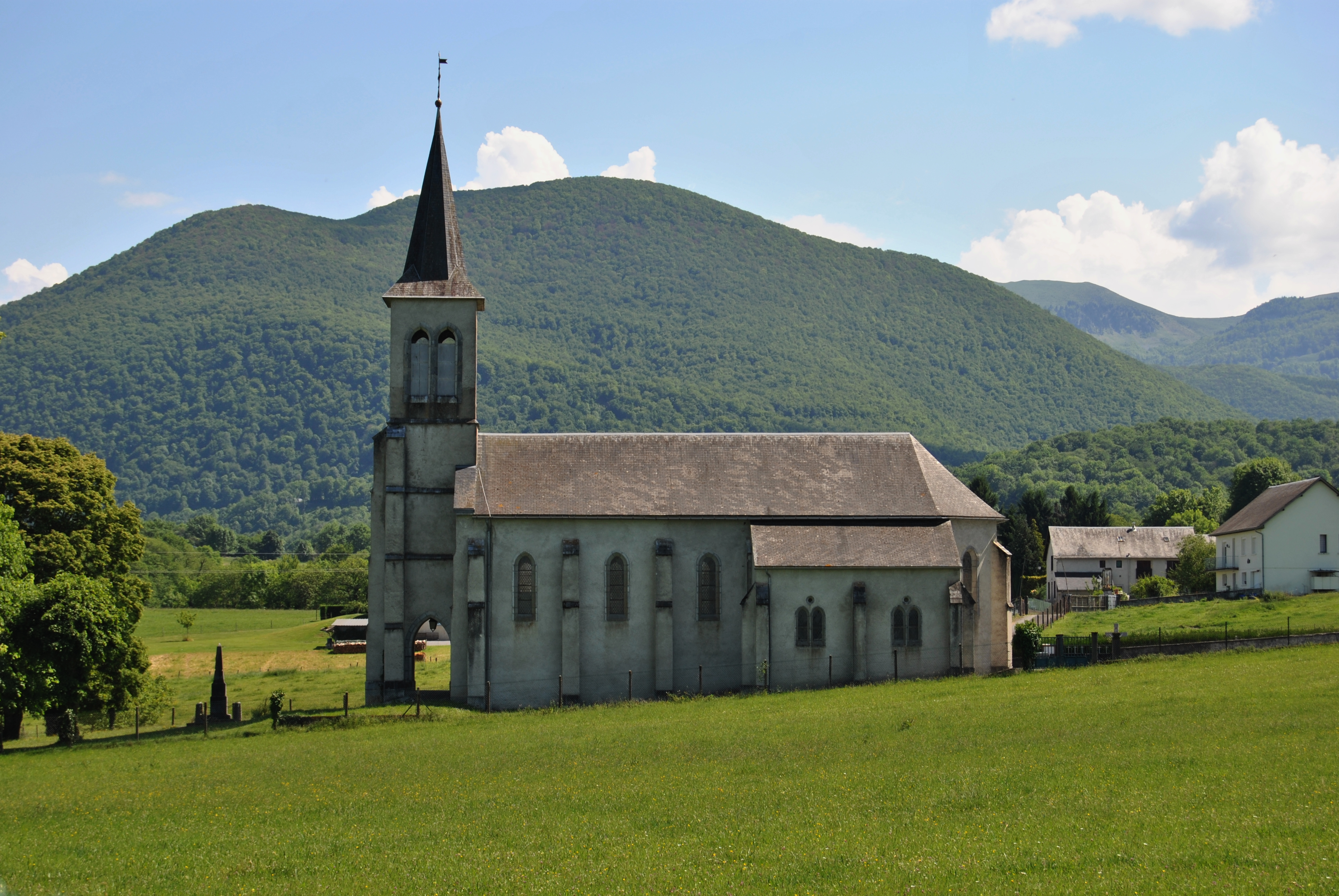
Pfarrkirche Saint-Michel in Lahitte
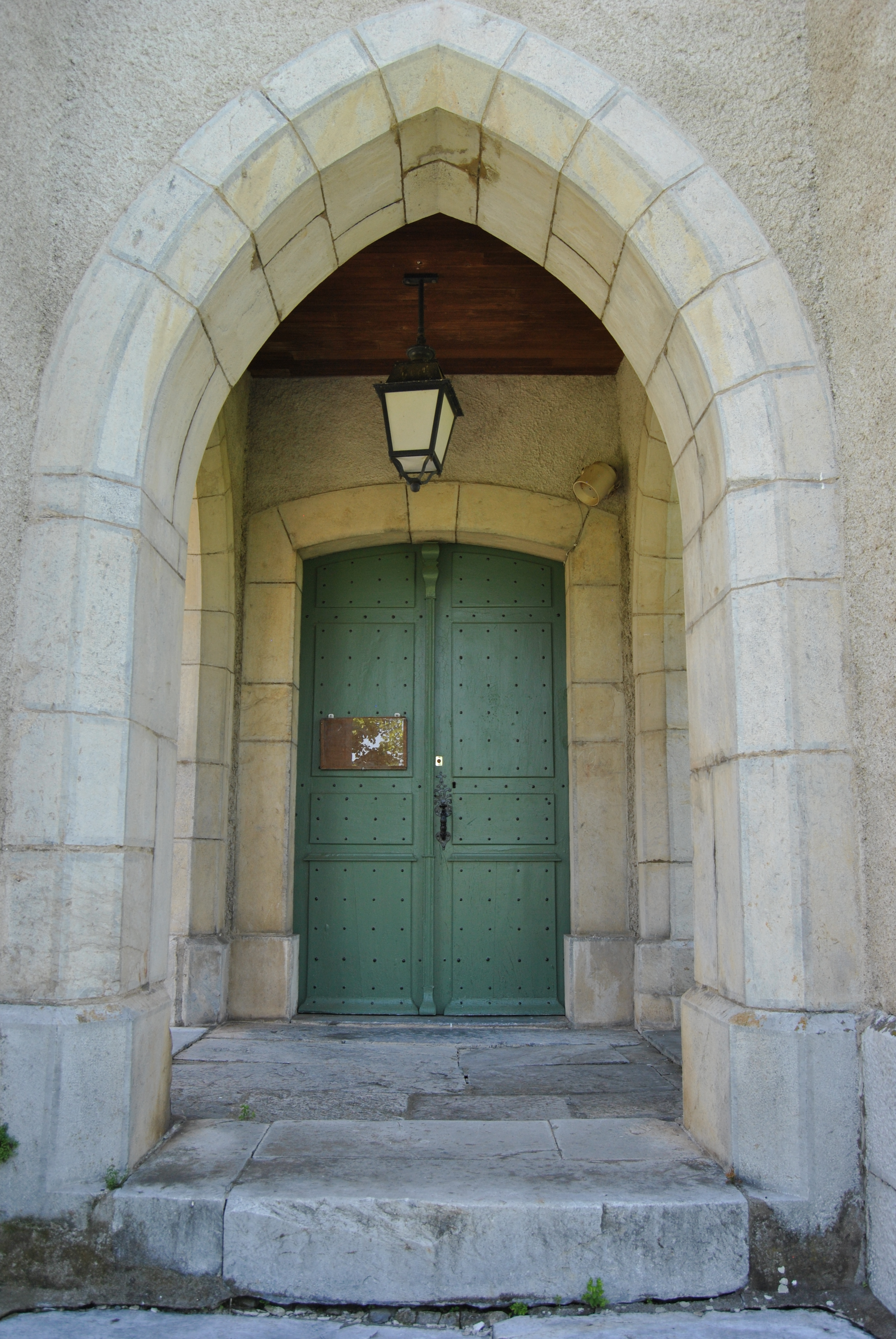
Eingangsportal der Pfarrkirche in Prat

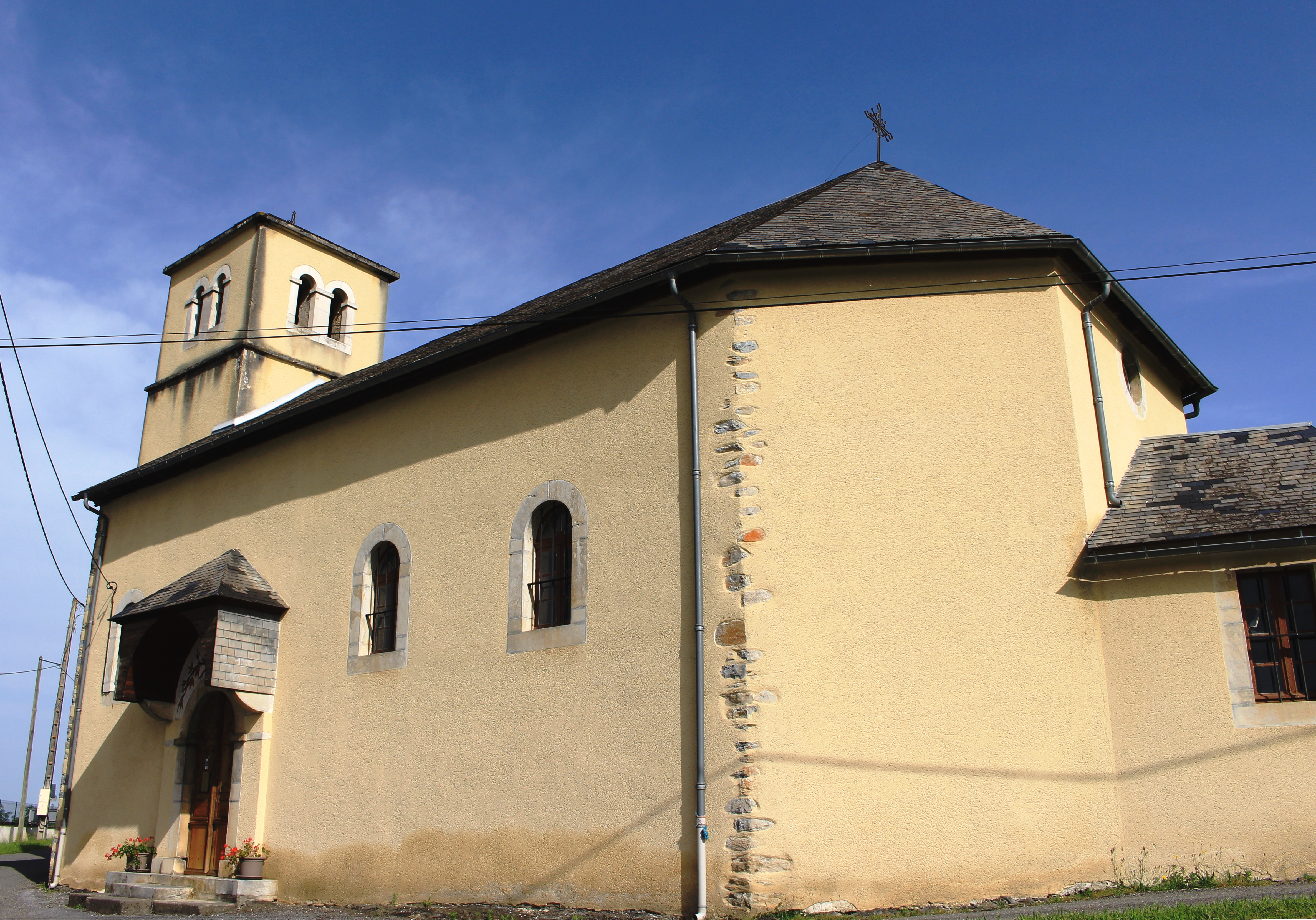
Pfarrkirche Saint-Michel à Lahitte
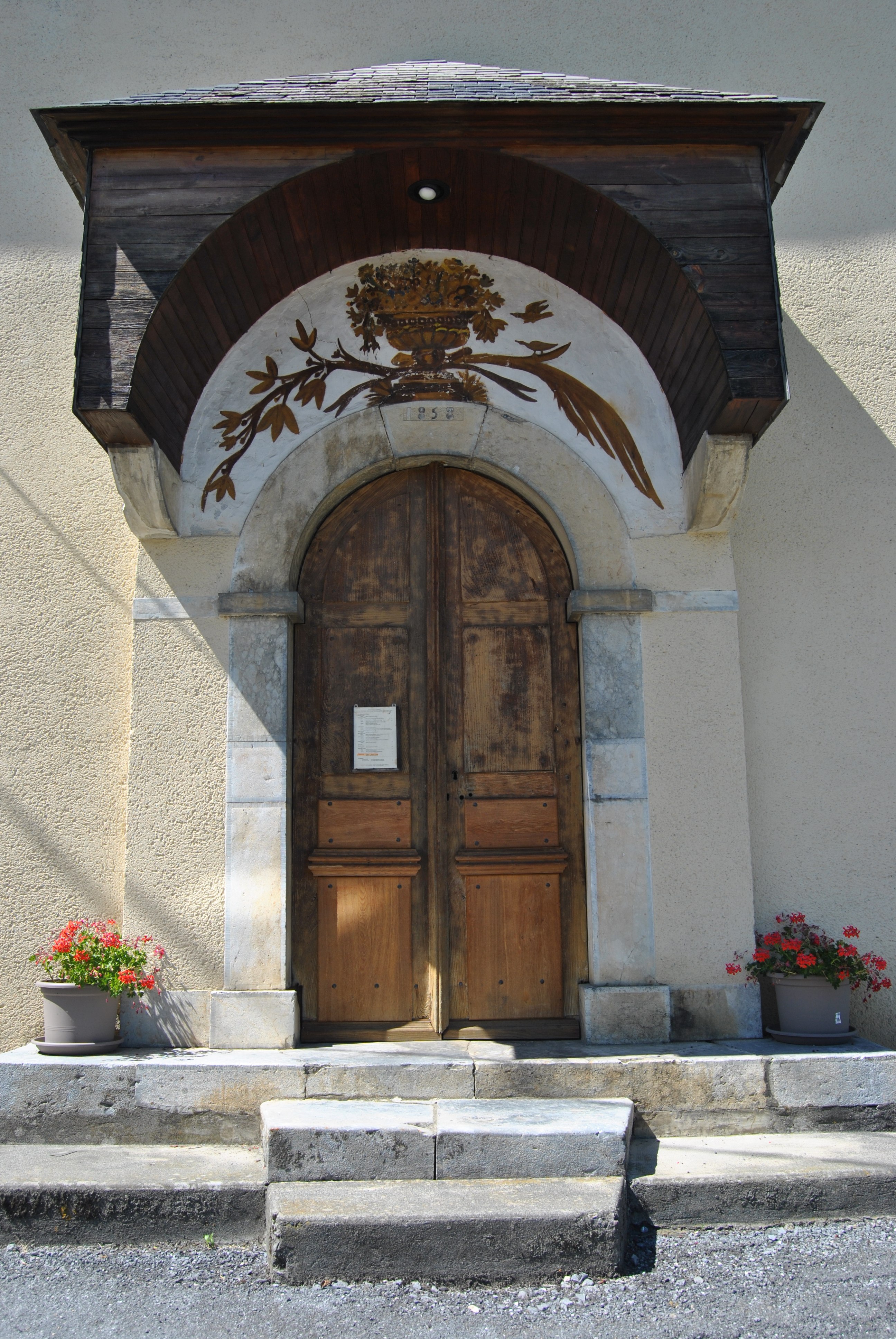
Eingangsportal der Pfarrkirche in Lahitte

  - Pfarrkirche Saint-Michel à Lahitte
  - Eingangsportal der Pfarrkirche in Lahitte

## Wirtschaft und Infrastruktur

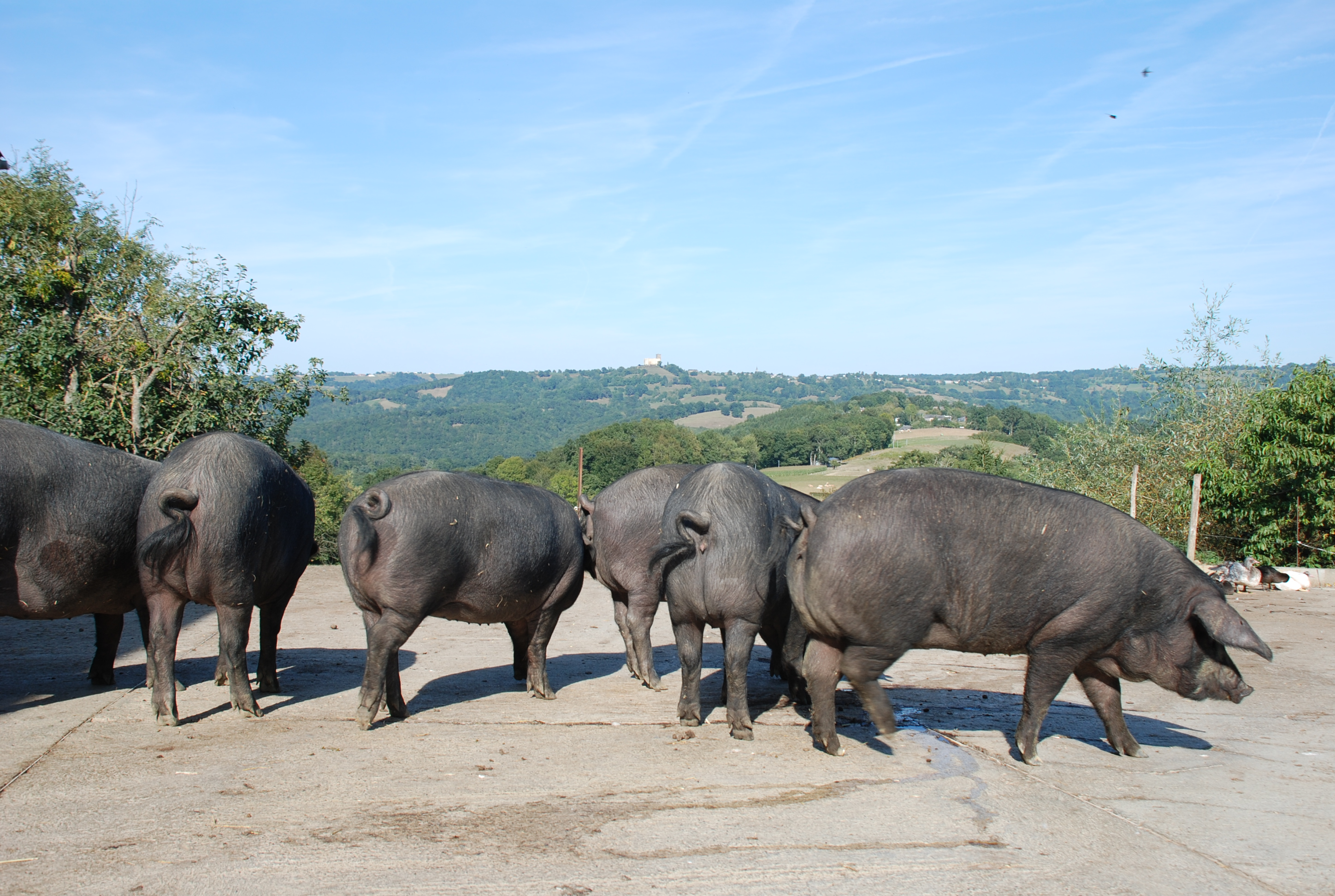
Porcs Noirs de Bigorre

Avezac-Prat-Lahitte liegt in den Zonen AOC der Schweinerasse Porc noir de Bigorre und des Schinkens Jambon noir de Bigorre.

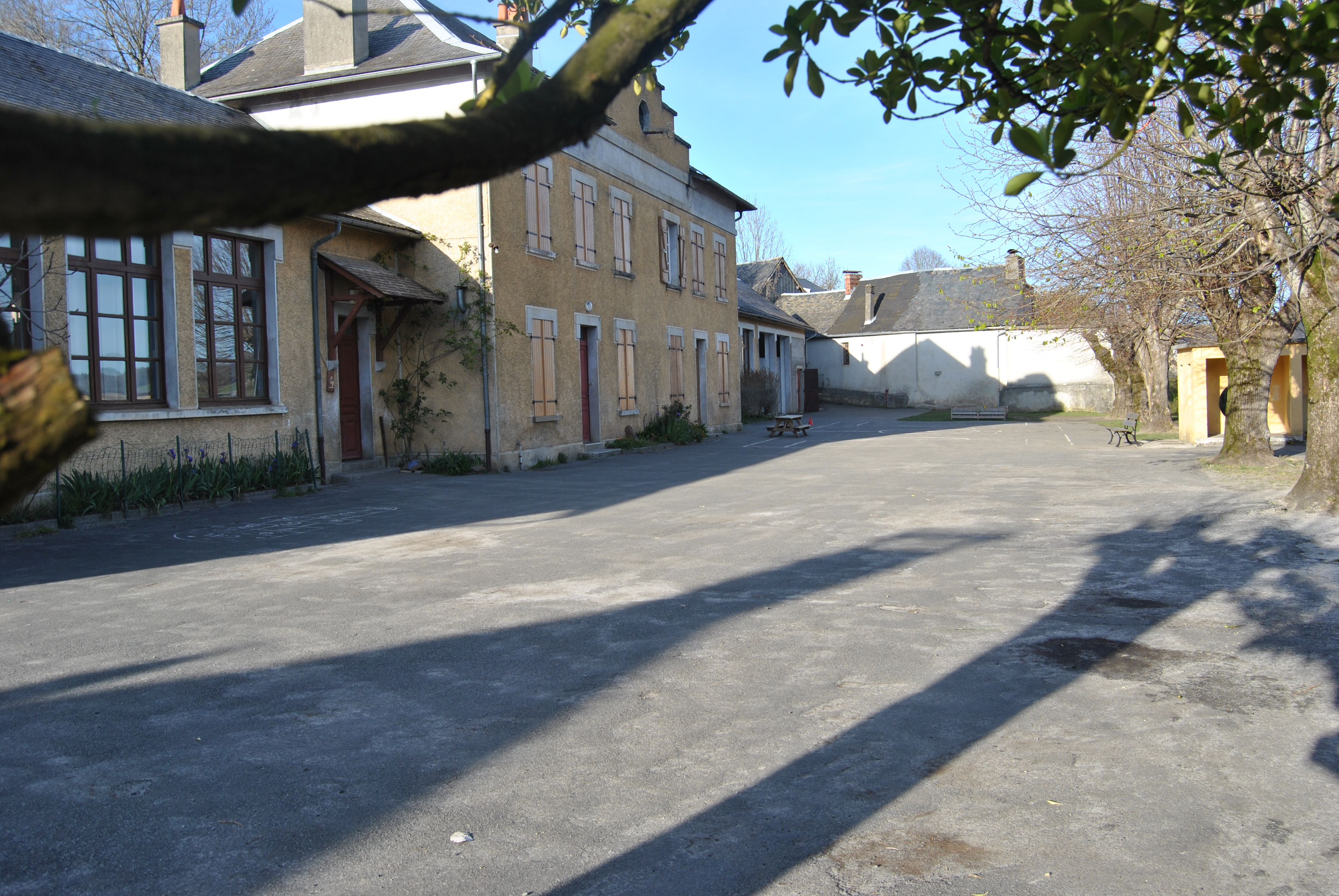
Schule in Avezac-Prat-Lahitte

### Bildung
Die Gemeinde verfügt über eine öffentliche Vor- und Grundschule mit 45 Schülerinnen und Schülern im Schuljahr 2019/2020.

### Sport und Freizeit
Der regionale Fernwanderweg GR de Pays Tour des Baronnies de Bigorre führt auch durch das Zentrum von Avezac-Prat-Lahitte.

### Verkehr
Avezac-Prat-Lahitte ist erreichbar über die Routes départementales 14, 17, 76, 77, 79, 217, 279, 929A und 938, die ehemalige Route nationale 638.
Am 5. August 1882 wurde per Gesetz der Bau der Bahnstrecke Lannemezan–Arreau in Auftrag gegeben, deren Konzession per Gesetz vom 20. November 1883 an die Compagnie des chemins de fer du Midi vergeben wurde. Die Arbeiten an der Infrastruktur dauerten von 1889 bis 1895, die Hochbauten wurden von der Eisenbahngesellschaft im Jahre 1897 abgeschlossen. Am 1. August 1897 wurde der Betrieb aufgenommen. Auf dem Gebiet der Gemeinde Avezac-Prat-Lahitte wurde auch ein Bahnhof eingerichtet. Die Beförderung von Personen zwischen Lannemezan und Arreau wurde im März 1969 eingestellt. Nur noch zwischen Lannemezan und den Bahnhof Labarthe-Avezac verkehren noch Güterzüge.